# Karel Rosenkranz
Karel Rosenkranz (* 12. srpna 1938 Liberec) je český regionální historik zaměřující se na dějiny podniku Tatra Kopřivnice a jeho produkci. Ve firmě byl i zaměstnán, když například v šedesátých letech 20. století působil v odbytovém oddělení společnosti, kde se podílel na návratu nevyužívaného kabrioletu Tatra 600 Tatraplan ze Sovětského svazu zpět do Československa, jenž byl původně darován sovětskému vůdci Josifu Vissarionoviči Stalinovi v roce 1949 k jeho narozeninám. Posléze Rosenkranz působil v kopřivnickém Regionálním muzeu, jehož součástí je rovněž Technické muzeum Tatra, které řídil, a to po dobu několika desetiletí. Výrobky automobilky Tatra dále zachycuje na obrázcích, které maluje.